# Pieter Mertens
Pieter Mertens (Lommel, 28 augustus 1980) is een voormalig Belgisch wielrenner. Op 9 oktober 2007 besliste hij vroegtijdig uit de wielersport te stappen en zich terug te concentreren op zijn studies geneeskunde, nadat bekend raakte dat zijn contract bij Predictor-Lotto niet verlengd zou worden. Mertens behaalde één profzege en werd negentiende in de Amstel Gold Race in 2005.
Mertens studeerde in 2011 aan de Katholieke Universiteit Leuven af als Master of Medicine in de sportgeneeskunde. In 2012 vestigde hij zich als huisarts in Zonhoven.

## Belangrijkste overwinningen
2003
- 4e etappe Flèche du Sud

2005
- 4e etappe deel A Ronde van Rijnland-Palts

## Resultaten in voornaamste wedstrijden
| Jaar | Ronde van Italië | Ronde van Frankrijk | Ronde van Spanje |
| ---- | ---------------- | ------------------- | ---------------- |
| 2004 |                  |                     |                  |
| 2005 |                  |                     |                  |
| 2006 |                  |                     | 75e              |
| 2007 |                  |                     |                  |

| Jaar | Amstel Gold Race | Luik-Bast.‑Luik |
| ---- | ---------------- | --------------- |
| 2004 | 98e              |                 |
| 2005 | 19e              | 42e             |
| 2006 |                  |                 |
| 2007 | 123e             |                 |